# کروزیل لس مپیلات
کروزیل لس مپیلات (به فرانسوی: Cruzilles-lès-Mépillat) یک کمون (فرانسه) در فرانسه است که در ان (اوورنی-رون-آلپ) واقع شده‌است. کروزیل لس مپیلات ۱۱٫۸۴ کیلومتر مربع مساحت دارد ۲۲۰ متر بالاتر از سطح دریا واقع شده‌است.